# Käppele
Le Käppele est le nom populaire (« chapellette » en français) de l'église de la Visitation, construite à Wurtzbourg selon les plans de Johann Balthasar Neumann entre 1748 et 1750. il s'agit d'un lieu de pèlerinage. Elle remplace une petite chapelle en bois érigée par un pêcheur dans son vignoble durant la guerre de Trente Ans. À l'intérieur se trouve un tableau de Pietà.
Les fresques qui décorent la chapelle centrale sont de Matthäus Günther (de), les stucs de Joseph Anton Feuchtmayer.
En même temps, s'élève un hospice et une abbaye tenus par les capucins.
Pour atteindre l'église, il faut prendre un escalier symétrique de 247 marches qui est aménagé de 1761 à 1799 en chemin de croix. À mi-chemin, il existe un panorama donnant sur le Main. C'est le plus long chemin de ce type en Allemagne. Chaque station est une terrasse pavée entourée de platanes. Les statues représentant chaque épreuve du Christ sont l'œuvre de Johann Peter Wagner et datant de 1767. Il a été restauré de 2002 à 2006 pour un coût de 4.4 millions d'euros. Il est lui aussi classé monument historique allemand (D-6-63-000-233).
L'église et le chemin de croix, nichés dans le paysage viticole, sont considérés comme un important trésor du baroque tardif. La Käppele est l'une des rares églises de la ville qui ait survécu au bombardement de Wurtzbourg du 16 mars 1945 sans dégâts majeurs.

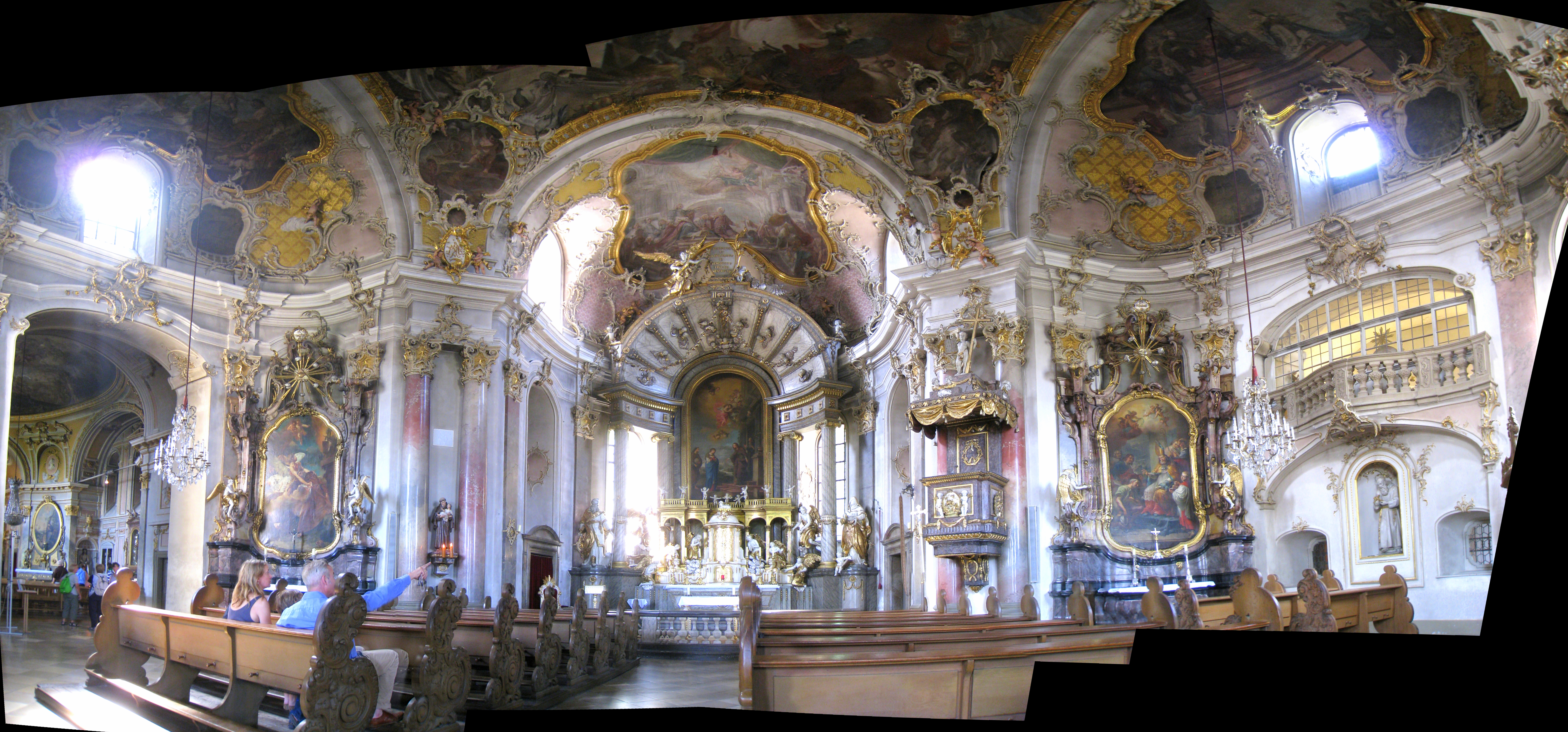
Vue panoramique de l'intérieur
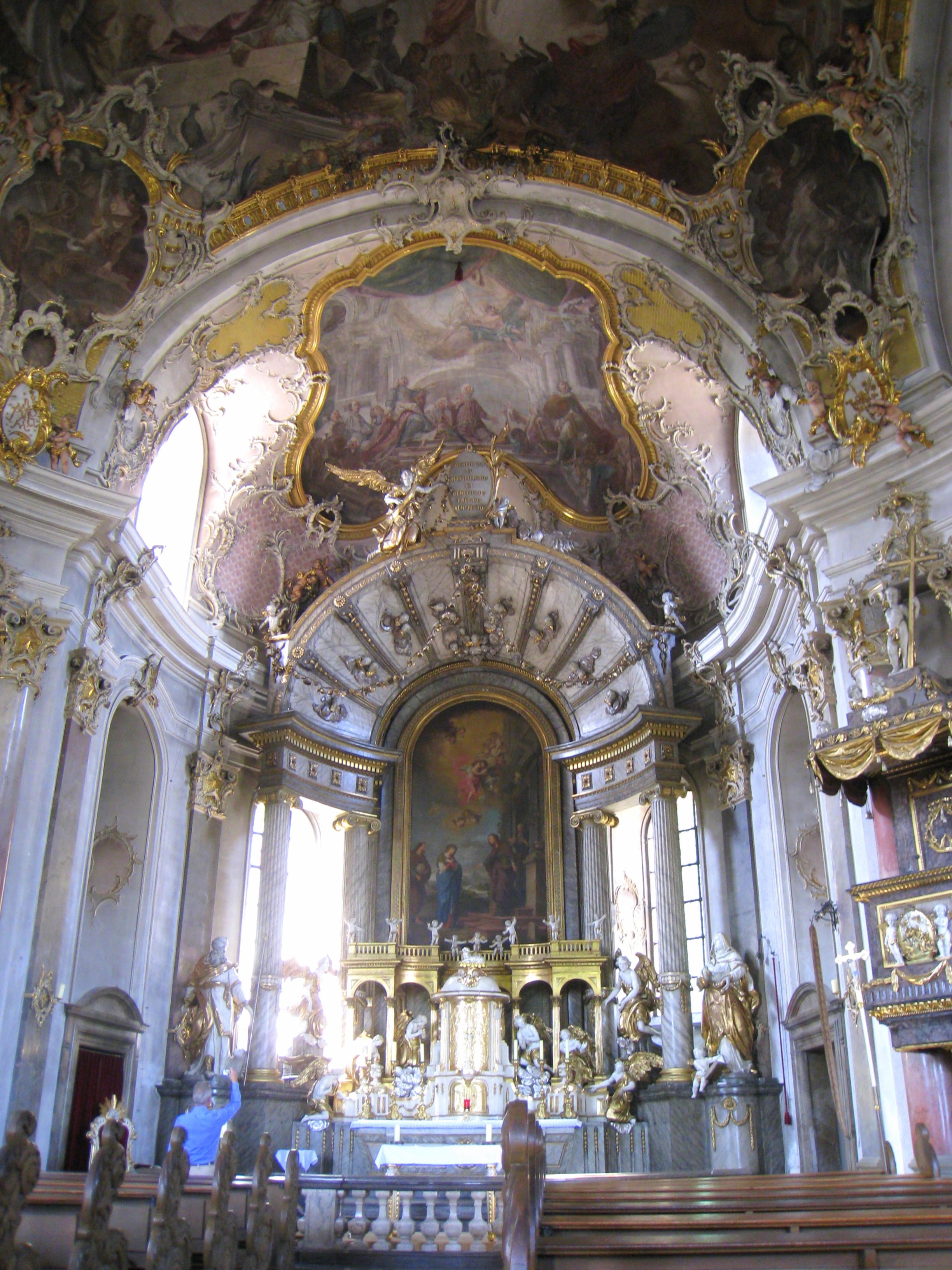
La pietà
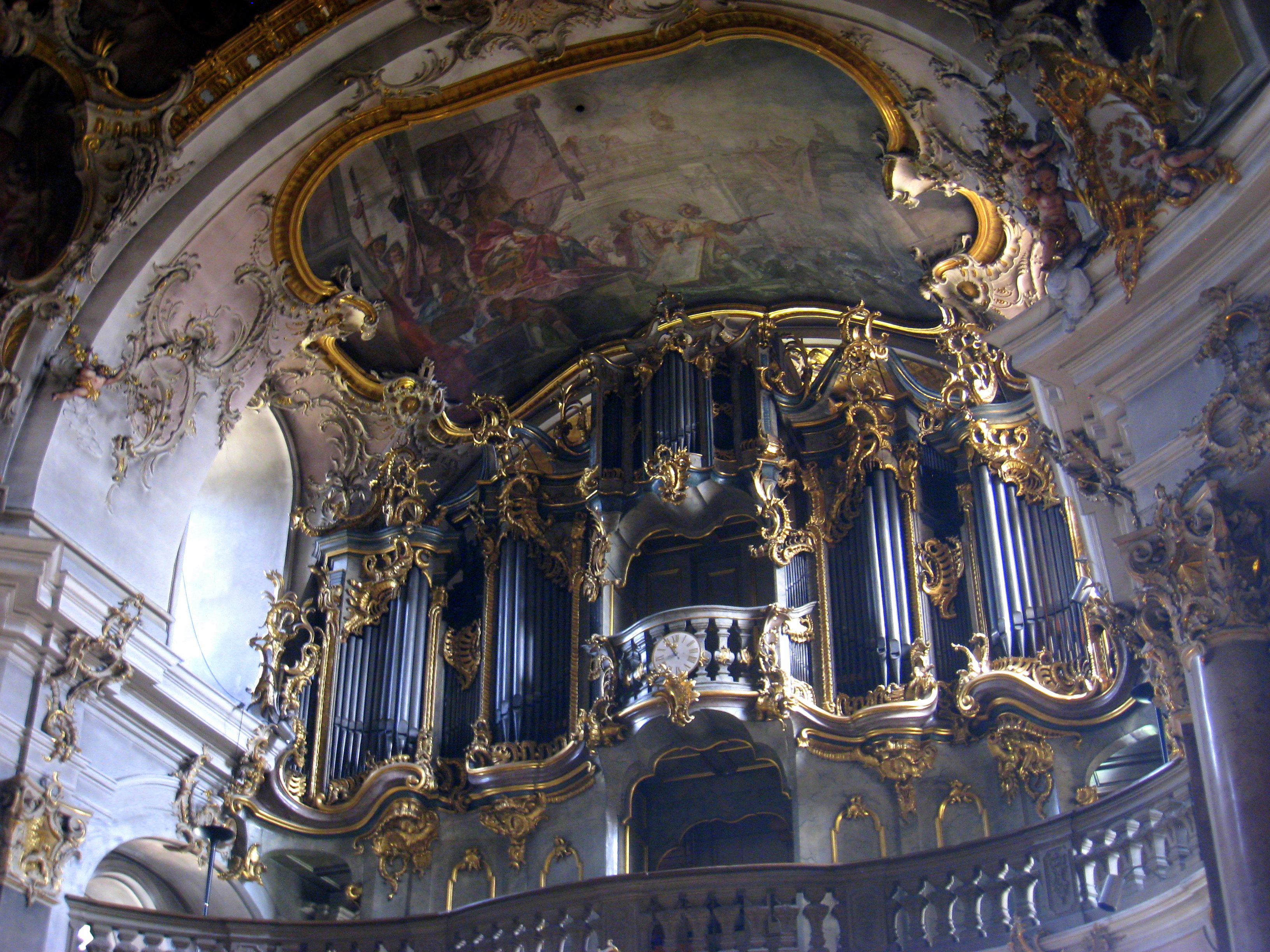
L'orgue de 1750
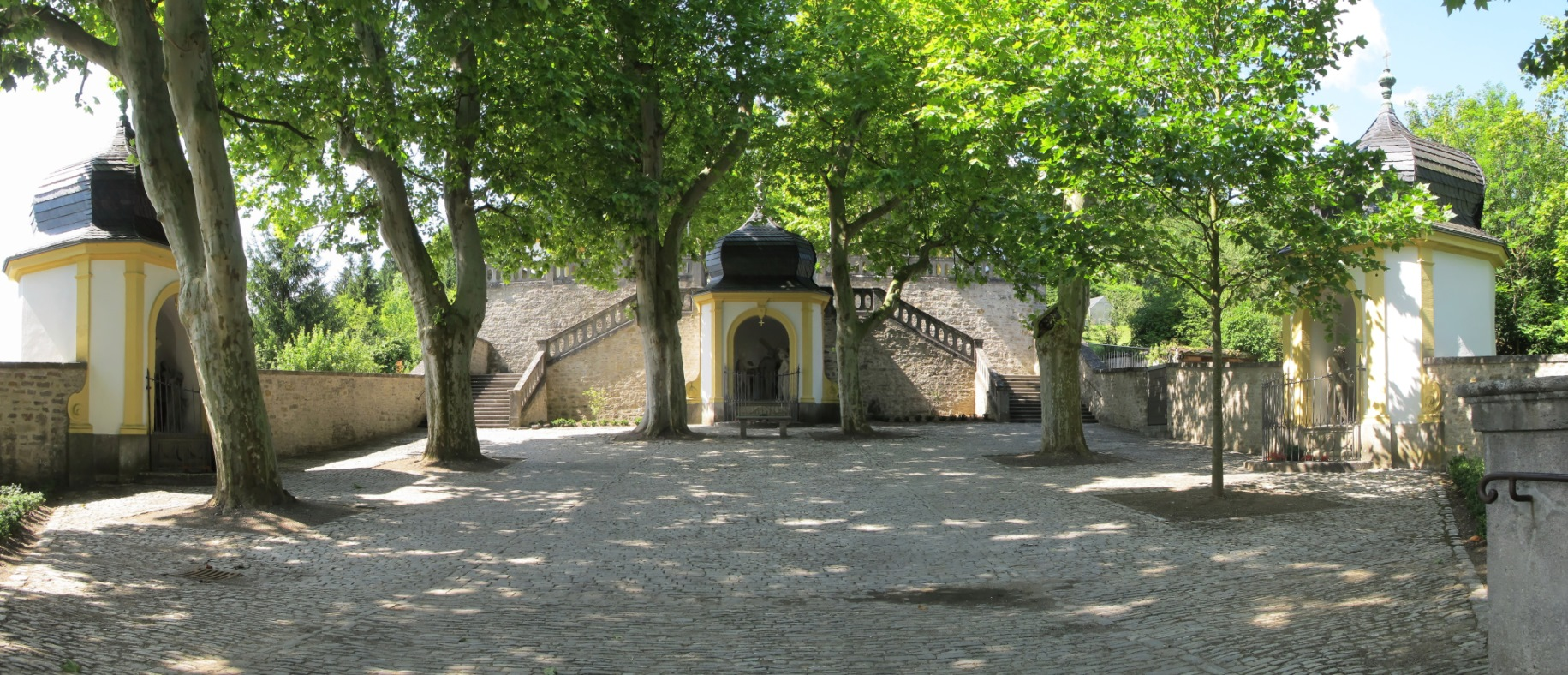
Station du chemin de croix
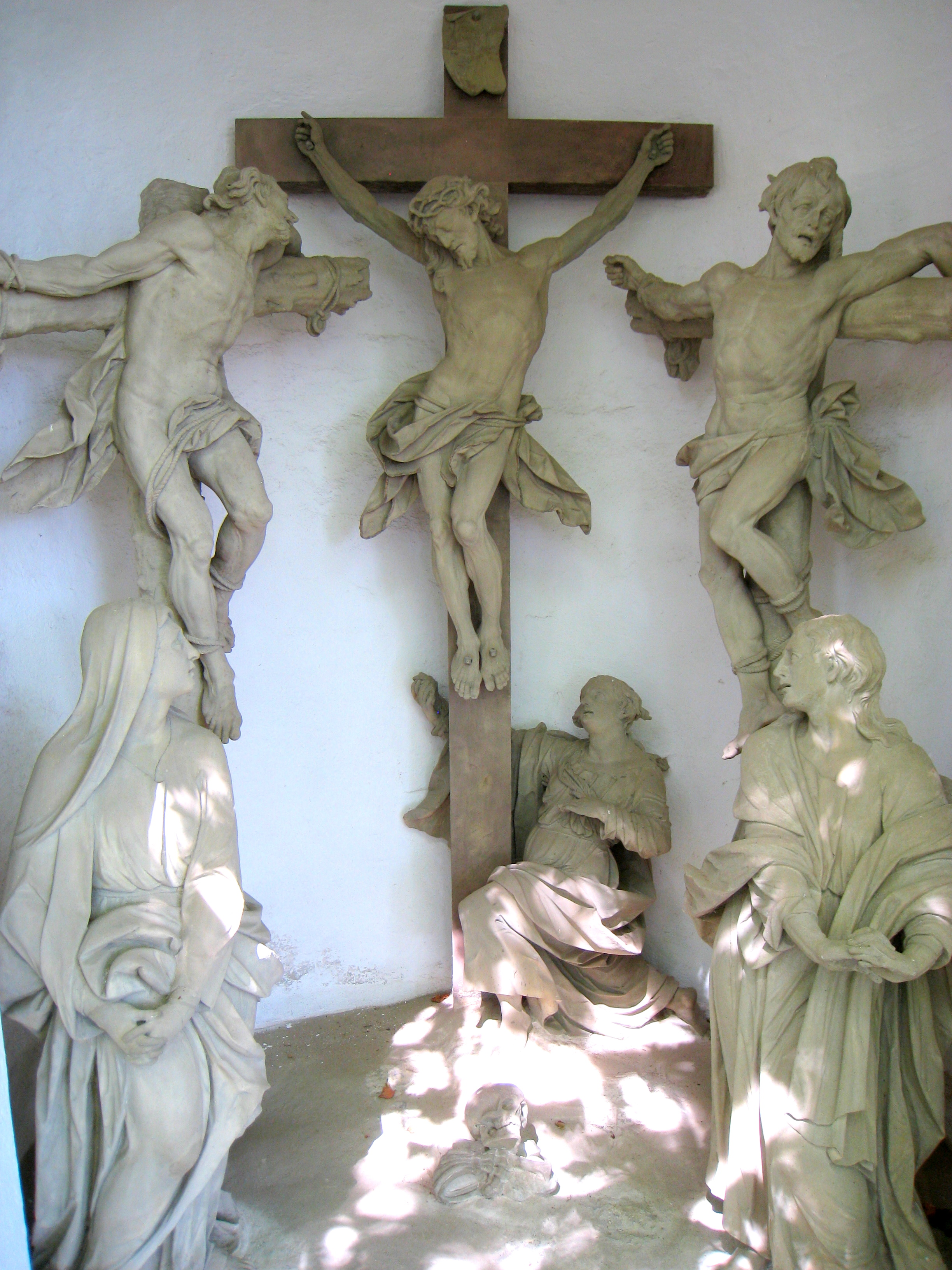
Station de la Crucifixion

## Source, notes et références
- (de) Cet article est partiellement ou en totalité issu de l’article de Wikipédia en allemand intitulé « Käppele (Würzburg) » (voir la liste des auteurs).